# Yoshiyuki Matsueda
Yoshiyuki Matsueda (japanisch 松枝 義幸, Matsueda Yoshiyuki; * 10. Januar 1962) ist ein ehemaliger japanischer Radrennfahrer.

## Sportliche Laufbahn
Matsueda war im Bahnradsport aktiv und Spezialist für den Sprint und Keirinrennen. 1981 begann er mit dem Radsport. Er besuchte die Nippon Keirin School, an der japanischen Bahnradfahrer im Keirinrennen zu Radprofis ausgebildet wurden. Seinen ersten Sieg holte er 1981. Bei den Bahnradsport-Weltmeisterschaften 1985 gewann er beim Sieg von Kōichi Nakano die Silbermedaille im Sprint der Berufsfahrer. 1984 blieb er unplatziert.